# Arazio
Arazio (... – 552) è stato un generale bizantino vissuto all'epoca di Giustiniano.

## Biografia
Nato in Persarmenia, era fratello di Narsete Persarmeno e Isacio. Di buona famiglia, Arazio entrò insieme al fratello Narsete nell'esercito persiano e comandando insieme l'esercito sasanide riuscirono a sconfiggere i generali bizantini Belisario e Sitta che avevano invaso l'Armenia persiana. Nel 530, però, decisero di disertare passando dalla parte di Bisanzio; fuggiti in territorio bizantino con la madre, Arazio e Narsete Persarmeno vennero ben accolti dal sacellario eunuco Narsete (il futuro conquistatore dell'Italia), che li ricompensò per la loro diserzione con una ricompensa in denaro.
Nel 535/536 era dux Palestinae e le sue imprese contro i Saraceni che minacciavano la Palestina sono cantate in un panegirico di Coricio, che sostiene che Arazio difese con successo la Palestina dai Saraceni, conquistando una fortezza ritenuta fino ad allora inespugnabile, aprendo un passaggio chiuso da attacchi arabi con meno di venti uomini senza nemmeno il bisogno di combattere e riconquistando l'isola di Iotabe. Egli inoltre riuscì a porre fine a una rivolta di dissenzienti religiosi senza ricorrere alla violenza, e amministrò la giustizia e le finanze con molta onestà.
Nella primavera/estate 538 fu inviato in Italia con rinforzi per il generalissimo Belisario, che stava riconquistando l'Italia agli Ostrogoti. Rimase in Italia fino ad almeno al 540, quando è per l'ultima volta registrato da Procopio in occasione dell'assedio di Ravenna condotto da Belisario: in quell'occasione Belisario allontanò da Ravenna Arazio e altri generali con un pretesto perché non si fidava di loro, essendo sostenitori di Narsete.
Nella primavera del 549 Arazio intervenne in appoggio dei Longobardi, che erano in guerra con i Gepidi, comandando parte della cavalleria; la guerra si concluse con una pace tra Longobardi e Gepidi. Nel 551, invece, comandò parte delle truppe bizantine inviate a respingere le incursioni degli Slavi nei Balcani, venendo sconfitto una prima volta ad Adrianopoli, ma riuscendo a infliggere in seguito una sconfitta decisiva al nemico, che decise di ritirarsi dalla zona invasa. Nello stesso anno fu inviato da Giustiniano dagli Unni Cutriguri, che stavano saccheggiando i Balcani, informando loro dell'attacco alle loro terre da parte degli Unni Utiguri per incentivarli ad accettare la pace e spingerli al ritiro dal territorio bizantino in cambio di un tributo in denaro pagato dai Bizantini. Nel corso del 552 condusse, coadiuvato da altri comandanti, altre campagne nei Balcani contro i Barbari, tentando di fermare le incursioni di Ildigisal e Goar, che però riuscirono a uccidere tutti i comandanti dell'esercito imperiale cogliendoli in un'imboscata mentre i soldati bizantini si abbeveravano.